# اينزو فيريرو
اينزو فيريرو (بالإسبانية: Enzo Ferrero)‏ (3 يناير 1953 بكامبانا في الأرجنتين - ) هو مدرب كرة قدم ولاعب كرة قدم أرجنتيني في مركز جناح ‏. شارك مع منتخب الأرجنتين تحت 20 سنة لكرة القدم ومنتخب الأرجنتين لكرة القدم. أما مع النوادي، فقد لعب مع بوكا جونيورز وريال سبورتينغ خيخون.

## وصلات خارجية
- اينزو فيريرو على موقع قاعدة بيانات كرة القدم.إي يو (الإنجليزية)
- اينزو فيريرو على موقع عالم كرة القدم.نت (الإنجليزية)